# Tatsunoko Production
Tatsunoko Production Co., Ltd. (株式会社竜の子プロダクション o 株式会社タツノコプロダクション, Kabushiki gaisha Tatsunoko Purodakushon), a menudo abreviado como Tatsunoko Pro. (竜の子プロ or タツノコプロ, Tatsunoko Puro), es un estudio de animación   japonés  fundada en 1962 por el legendario pionero en anime Tatsuo Yoshida junto con sus hermanos Kenji y Toyaharu.

El nombre del estudio tiene un doble significado: "Niño de Tatsu" (Tatsu comenzó con el apodo de Tetsuo) Y "Dragón de Mar" que fue la inspiración para elaborar el logo de la compañía, un caballito de mar.
Desde la apertura del estudio, Tatsunoko se ha especializado en producciones de televisión, haciendo competencia a su rival, el Estudio Toei Animation, los cuales se centraron en la creación de películas.
El estudio debutó en 1965 con la serie de televisión Space Ace. Desde entonces muchas figuras legendarias de la industria del anime trabajan para Tatsunoko, incluyendo Mizuho Nishikubo, Hiroshi Sasagawa, Koichi Mashimo, Katsuhisa Yamada, Hideaki Anno y Kazuo Yamazaki.
En junio de 2005 Japanese Toy Companu Takara Co., Ltd. traen una mayor apuesta en el estudio con la posterior fusión de Takara y TOMY Co., Ltd. En 2006, Tatsunoko se convierte en una subsidiaria completa de TOMY (Conocido en Japón como Takara-Tomy).
El estudio de Tatsunoko está localizado en el distrito Kokubunji de Tokio.
Varios estudios de animación japonesa actual tienen sus raíces en Tatsunoko. El Estudio Pierrot fue fundado en 1979 por empleados de Tatsunoko. Production I.G. fue estabilizada en 1987 como I.G. Tatsunoko. El Estudio XEBEC también tiene historia con Tatsunoko.

## Lista Series TV
Esta guía ha sido sacada de la Wikipedia japonesa, aparecen las series divididas por décadas, en primer lugar el nombre original, la transcripción en lenguaje romano, la traducción y finalmente el título de la serie según se emitió en países hispanohablantes.

### 1960
| Fecha     | Título           | Título            | Título                    | Título              | Título               |
| Fecha     | Kana/kanji       | Rōmaji            | Traducción                | España              | América Latina       |
| 1965-1966 | 宇宙エース       | Uchuu Ace         | El As del espacio         |                     | As del Espacio       |
| 1967-1968 | マッハGoGoGo     | Match GoGoGo      | Vamos Match 5, Vé, Vé     | Meteoro Speed Racer | Meteoro              |
| 1967-1968 | おらぁグズラだど | Oraa Guzura da do | Soy Gozura                |                     |                      |
| 1968-1969 | ドカチン         | Dokachin          | Dokachin                  |                     |                      |
| 1969      | 紅三四郎         | Kurenai Sanshiro  | Sanshiro Carmesí          | Judo Boy            | Sam, el rey del judo |
| 1969-1970 | ハクション大魔王 | Hakushon Daimaō   | Hakushon, el gran demonio |                     | Yam Yam y el Genio   |

### 1970
| Fecha     | Título                 | Título                        | Título                               | Título                               | Título                     |
| Fecha     | Kana/kanji             | Rōmaji                        | Traducción                           | España                               | Latinoamérica              |
| 1970-1974 | 昆虫物語               | Konchuu Monogatari            | Historia de insectos.                | La abeja Hatchi                      | Las aventuras de José Miel |
| 1970-1972 | いなかっぺ大将         | Inakappe taishou              | Campeón del divertido Judo           |                                      | Hugo el rey del Judo       |
| 1971-1972 | カバトット             | Kabatotto                     | Kabatot                              |                                      |                            |
| 1971      | アニメンタリー 決断    | Animentary Ketsudan           | Decisión animentaria                 |                                      |                            |
| 1972      | 樫の木モック           | Kashi no kimokku              | Mokku Madera de roble                | Pinocho                              | Pinocho                    |
| 1972-1980 | 科学忍者隊ガッチャマン | Kagaku ninja tai Gatchaman    | Ejército científico ninja Gatchaman  | La batalla de los planetas Comando G | Fuerza G                   |
| 1972-1973 | かいけつタマゴン       | Kaiketsu Tamagon              | Tamagon el consejero                 |                                      |                            |
| 1973      | けろっこデメタン       | Kerokko Demetan               | Demetan, el niño rana                |                                      | La Ranita Demetan          |
| 1973-1974 | 新造人間キャシャーン   | Shinzo Ningen Casshan         | Casshan, el humano artificial        |                                      | Superboy galáctico         |
| 1974-1975 | 破裏拳ポリマー         | Yabuura ken Porimaa           | Polymer, el puño de la destrucción   |                                      |                            |
| 1974-1976 | てんとう虫の歌         | Tentoumushi no uta            | La canción del insecto Tento         |                                      |                            |
| 1975      | 宇宙の騎士テッカマン   | Uchuu no kishi tekkaman       | Tekkaman, el caballero del universo  |                                      |                            |
| 1975-1980 | タイムボカンシリーズ   | Time Bokan Series             | Hora de series de aventuras          |                                      | La Máquina del Tiempo      |
| 1976      | ゴワッパー5 ゴーダム   | Gowappaa 5 Goodamu            |                                      |                                      |                            |
| 1973-1974 | ポールのミラクル大作戦 | Pooru no mirakuru dai sakusen | La gran estrategia milagrosa de Paul |                                      |                            |
| 1977      | とびだせ!マシーン飛竜  | Tobidase! Mashiin hi ryuu     | ¡Despega, Máquina Dragón Volador!    |                                      |                            |
| 1977-1978 | 一発貫太くん           | Ichi hatsu nuki Futokun       |                                      |                                      |                            |
| 1977-1978 | 風船少女テンプルちゃん | Fuusen shoujo Tenpuru chan    | Templo-Chan, la chica del globo      |                                      | Sabrina y sus amigos       |
| 1979-1981 | 闘士ゴーディアン       | Toushi Goodian                | Gordian, el guerrero leal            |                                      |                            |

### 1980
| Fecha     | Título                                   | Título                                           | Título                                               | Título           | Título                                                       |
| Fecha     | Kana/kanji                               | Rōmaji                                           | Traducción                                           | España           | América Latina                                               |
| 1980      | 森の陽気な小人たちベルフィーとリルビット | Mori no youkina kodomotachi Berufii to Rirubitto | Bellfee y Rillbit, los alegres niños del bosque      | Belfy y Lilibit  |                                                              |
| 1980-1983 | タイムボカンシリーズ                     | Time Bokan Series                                | Hora de serie de Aventuras                           |                  | La Máquina del Tiempo                                        |
| 1980-1981 | とんでも戦士ムテキング                   | Tondemo senshi mutekingu                         | Muteking, el guerrero volador                        | Muteking         |                                                              |
| 1981      | 海底大戦争 愛の20000マイル               | Kaitei dai sensou. Ai no 20000 mairu             | Gran guerra en el fondo marino. 2.000 millas de amor |                  |                                                              |
| 1981-1982 | ダッシュ勝平                             | Dash Kappei                                      | Lánzalo Kappei                                       | Chicho Terremoto |                                                              |
| 1981-1982 | ゴールドライタン                         | Goorudo Raitan                                   | Gold Lightan                                         |                  |                                                              |
| 1981-1983 | 聖書アニメシリーズ                       | Seisho anime shiriizu                            | La Biblia, serie de anime                            |                  | Super Libro                                                  |
| 1982-1984 | 超時空要塞マクロス                       | Chō Jikū Yōsai Makurosu                          | Macross la fortaleza súper dimensional               | Macross          | Robotech la saga de Macross(1.ª Serie cap. 1 al cap. 36)     |
| 1983      | 機甲創世記モスピーダ                     | Kikou sousei ki Mosupiida                        | Mospeada, Génesis armada                             |                  | Robotech: La Nueva Generación (3.ª Serie cap. 61 al cap. 85) |
| 1983      | 未来警察ウラシマン                       | Mirai Keisatsu Urashiman                         | Urashiman, el policía del futuro                     |                  |                                                              |
| 1984      | OKAWARI-BOY スターザンS                  | OKAWARI-BOY Suutazan S                           |                                                      |                  |                                                              |
| 1984-1985 | よろしくメカドック                       | Yoroshiku meka Dokku                             |                                                      |                  |                                                              |
| 1985      | 炎のアルペンローゼ ジュディ&ランディ     | Time Bokan Series                                | Judy y Randy. Alpine Roze de las llamas              |                  |                                                              |
| 1985-1986 | 昭和アホ草紙あかぬけ一番!                | Shouwa aho soushi akanuke ichi ban!              |                                                      |                  |                                                              |
| 1986      | 光の伝説                                 | Hikari no densetsu                               | La leyenda de Hikari                                 |                  |                                                              |
| 1986-1987 | ドテラマン                               | Doteraman                                        |                                                      |                  |                                                              |
| 1987      | 赤い光弾ジリオン                         | Akai hikari dan Jirion                           | Jirion, la luz roja                                  |                  |                                                              |
| 1987-1988 | おらぁグズラだど                         | Oraa Guzura da do                                | Soy Guzura                                           |                  |                                                              |
| 1989-1990 | 天空戦記シュラト                         | Tenkuu senki shurato                             | Shurato, caza celestial                              |                  | Shulato                                                      |
| 1989-1990 | 昆虫物語 みなしごハッチ                  | Konchuu monogatari minashi go haichi             | historia de Recuerdos de la abeja Hatch              | La abeja hatchi  | La abejita Hutch                                             |

### 1990
| Fecha     | Título                                         | Título                                                        | Título                                                                                | Título                  | Título                         |
| Fecha     | Kana/kanji                                     | Rōmaji                                                        | Traducción                                                                            | España                  | América Latina                 |
| 1990-1991 | キャッ党忍伝てやんでえ                         | Kyatto Ninden Teyandee                                        | La fiesta de los Gatos pizzeros                                                       | Los Gatos Samurái       | Los Gatos Samurái              |
| 1990-1992 | ロビンフッドの大冒険                           | Robinfuddo no daibouken                                       | La gran aventura de Robin Hood                                                        |                         | Robin Hood                     |
| 1992-1993 | 宇宙の騎士テッカマンブレード                   | Uchuu no kishi Tekkaman Bureedo                               | Tekkaman Blade, el caballero espacial                                                 | Tecnoman                | Teknoman Blade                 |
| 1993      | 無責任艦長タイラー                             | Musekinin Kanchô Tairaa                                       | Tyler, el capitán irresponsable                                                       |                         | Tylor El capitán irresponsable |
| 1994-1995 | 白雪姫の伝説                                   | Shirayukihime no densetsu                                     | La leyenda de la princesa Blancanieves                                                |                         | La leyenda de Blancanieves     |
| 1995-1996 | 新世紀エヴァンゲリオン                         | Shin seiki Evangelion                                         | El nuevo Génesis del Evangelio (En asociación con Gainax)                             | Neon Genesis Evangelion | Neon Genesis Evangelion        |
| 1995-1996 | ドッカン!ロボ天どん                            | Dokkan! Robo tendon                                           |                                                                                       |                         |                                |
| 1996      | シンデレラ物語                                 | Shinderera monogatari                                         | La historia de la Cenicienta                                                          |                         | La Cenicienta                  |
| 1997      | マッハGoGoGo                                   | Match GoGoGo                                                  | Vamos Match 5, Vé, Vé,                                                                |                         | Meteoro X                      |
| 1998      | ジェネレイターガウル                           | Jenereitaa Gauru                                              | Generator Gawl                                                                        | Generator Gawl          |                                |
| 1998      | 快傑蒸気探偵団 TV ANIMATION SERIES             | Kaimasaru jouki tanteidan TV ANIMATION SERIES                 | El agradable Grupo de Detectives SERIE DE ANIMACIÓN (en asociación con XEBEC)         |                         |                                |
| 1998      | 星方武侠アウトロースター                       | Hoshi katabuu auto roosutaa                                   | El caso del militar estrella, Out Roaster                                             |                         |                                |
| 1999      | 世紀末伝説ワンダフルタツノコランド 円盤星人UBO | Seikimatsu densetsu Wandafuru Tatsunokorando enban seijin UBO | La leyenda del fin del siglo, UBO el extraterrestre de la Maravillosa Tatsunokolandia |                         |                                |
| 1999-2000 | 魔術士オーフェン Revenge                       | Majutsu shi Oofen Revenge                                     | La venganza de Orfen, el mago negro                                                   | Orphen                  | La venganza de Orphen          |

### 2000
- Time Bokan 2000: Kaitou Kiramekiman (2000)
- The SoulTaker (2001)
- Yobarete Tobedete! Akubi-chan (2001; secuela de Hakushon Daimaō)
- Nurse Witch Komugi (2002)
- Karas (2005) - Serie conmemorativa del aniversario 40 de la compañía.
- Akubi Girl (2006; reinterpretación de Yobarete Tobedete! Akubi-chan, secuela de Hakushon Daimaō)
- Yatterman (2008; reinterpretación de la serie de 1977)
- Casshern Sins (2008;  reinterpretación de la serie de 1973; producción animada de Madhouse)
- Metal Fight Beyblade (estrenada el 5 de abril de 2009; producida conjuntamente con Synergy SP)

### 2010
- [C]: The Money of Soul and Possibility Control (2011)
- Sket Dance (2011)
- Pretty Rhythm Aurora Dream (2011)
- Pretty Rhythm Dear My Future (2012)
- Namiuchigiwa no Muromi-san (2013)
- Pretty Rhythm Rainbow Live (2013)
- Gatchaman Crowds (2013)
- Wake Up, Girls! (2014)
- Ping Pong (manga) (2014)
- Psycho-Pass 2 (2014)
- Pripara (2014)
- Yatterman Night (2015)
- Time Bokan 24 (2016)

### 2020
- Hakushon Daimaō 2020 (2020)
- Joran: The Princess of Snow and Blood (2021)
- Idol Land PriPara (2021)
- Muteking the Dancing Hero (2021)
- Waccha PriMagi! (2021–2022)
- Mō Ippon! (2023)
- The Legend of Heroes: Sen no Kiseki Northern War (2023)
- Pole Princess!! (2023)
- Turkey! (2025)
- Sozai Saishuka no Isekai Ryokōki (2025)
- Giant Ojō-sama (TBA)